# Élection présidentielle afghane de 2014
L'élection présidentielle afghane de 2014 se déroule les 5 avril et 14 juin 2014 afin de désigner le successeur du président en exercice Hamid Karzai qui n'est pas éligible du fait de la limitation à deux du nombre des mandats.

## Campagne électorale
La période d'enregistrement des candidatures s'étend du 16 septembre au 6 octobre 2013.

## Résultats
L'ex-chef de la diplomatie Abdullah Abdullah arrive largement en tête du premier tour de l'élection présidentielle le 5 avril avec 44,9 % des suffrages exprimés, devant l'économiste Ashraf Ghani qui recueille 31,5 %. Zalmaï Rassoul, un proche du président Hamid Karzaï considéré comme le candidat du pouvoir sortant, n'obtient que 11,5 %, selon les résultats diffusés à Kaboul par la Commission électorale indépendante.
Le second tour se déroule le 14 juin entre Abdullah et Ghani. Le 7 juillet suivant, les premiers résultats sont annoncés par la Commission électorale indépendante et donnent Ghani vainqueur avec 56,4 % des voix, face à son adversaire crédité de 43,5 %. Le 20 septembre 2014, les deux hommes trouvent un accord et se partagent le pouvoir.